# サベッタ

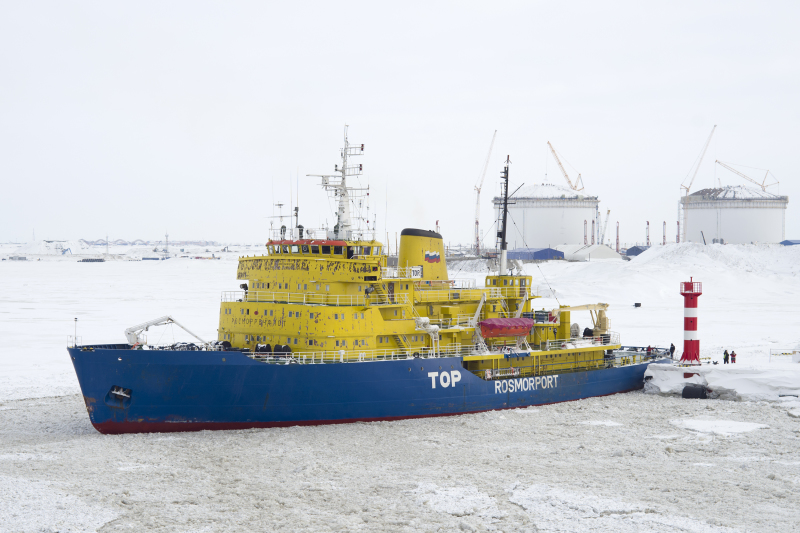
ロシアの砕氷船「Tor」とサベッタの凍った港

サベッタ (ロシア語: Сабетта)は、ロシアのウラル連邦管区のチュメニ州のヤマロ・ネネツ自治管区のヤマル半島北東部の地域。港とLNGプラントが有る。オビ川の河口に位置し、南タンベイスコエガス田に近い。

## 計画
この港は、天然ガスの大規模生産者のノヴァテクと、ロシア政府の合同事業である。2012年7月に起工式が行われたが、港の建設は2013年夏開始を予定している。年間1650万tの生産を見込んでいる。一年を通してシベリアの石油やガスがこの港から輸出される。LNGプラントの建設はJGCとTechnipが行う。
2014年12月には、政府は経済危機にもかかわらずこの計画に1500億ルーブル(約3230億円)の予算を出している。
2017年12月8日、プラントの第一期と港が稼働開始した。

## 交通

### 空路
- サベッタ国際空港（英語版）(IATA: SBT, ICAO: USDA)

### 陸路
サベッタと大陸の鉄道網を結ぶために、32.2億$の投資が決まった。ボヴァネンコヴォとサベッタを結ぶ180kmの鉄道が建設中である。

### 海路
ベルギーのDEMEが海峡の更なる浚渫を行っている。港の凍結も大きな課題である。また、韓国の大宇造船海洋が15隻のLNGタンカーを建造している。LNG輸出だけでなく、輸入と税関検査も行われる予定である。